# Fumichon (rivière)
Pour les articles homonymes, voir Fumichon (homonymie).
Le Fumichon est un cours d'eau de la Manche, en région Normandie et un affluent de la Vire.

## Géographie
De 8,7 km de longueur, c'est un des affluents de la Vire au niveau de Saint-Lô.
Un point de captage alimente la ville-prefecture

## Communes traversées
Le Fumichon traverse principalement quatre communes :
- Saint-Jean-des-Baisants, La Barre-de-Semilly, Saint-Lô, Baudre